# Técnico em eletroeletrônica

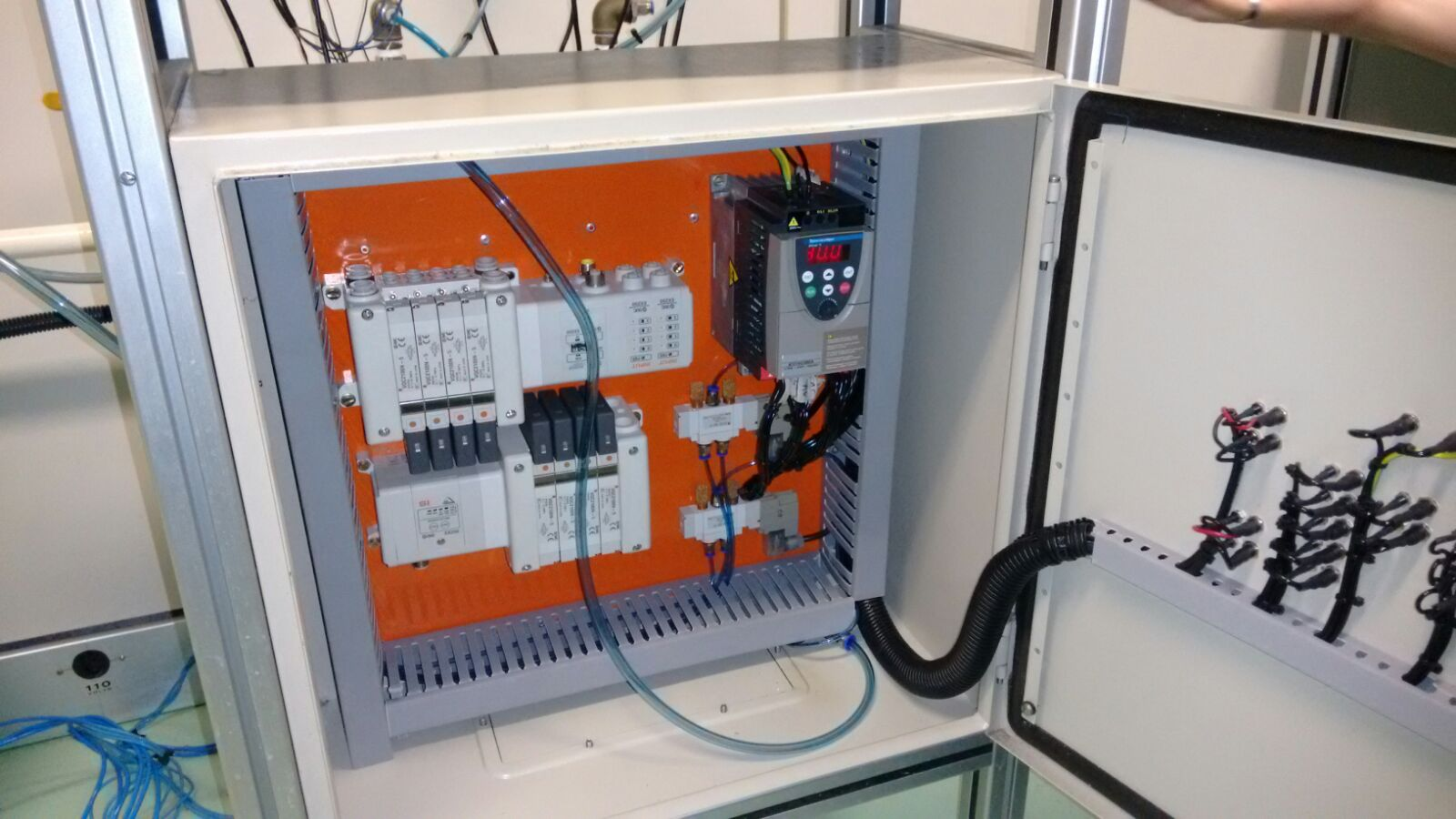
Sistema de conversão de frequências para controle de velocidade de motores

O técnico em eletroeletrônica é um profissional que atua instalando, mantendo e desenvolvendo sistemas de eletroeletrônica. Esse profissional planeja e executa a instalação e manutenção de equipamentos e instalações eletroeletrônicas industriais; projeta e instala sistemas de acionamento e controle eletroeletrônicos; aplica medidas para o uso eficiente da energia elétrica e de fontes de energias alternativas; elabora, desenvolve e executa projetos de instalações elétricas em edificações em baixa tensão; realiza medições, testes e calibrações de equipamentos eletroeletrônicos; executa procedimentos de controle de qualidade e gestão e inspeciona componentes, produtos, serviços e atividades de profissionais da área de eletroeletrônica.
O termo eletroeletrônica, nos dicionários de língua portuguesa, reflete a fusão do adjetivo elétrica e eletrônica, ou seja, significa aquilo relativo à ou próprio da elétrica e da eletrônica, simultaneamente. Vale dizer que essa definição foi, também, fielmente aplicada ao perfil profissional do técnico em eletroeletrônica.

## No Brasil
No Brasil, o técnico em eletroeletrônica é um profissional com formação de nível médio. O curso necessita ter carga horária mínima de 1200 horas (exigida pelo Ministério da Educação), contudo, de acordo com o projeto pedagógico da instituição que ofereça o curso, a carga horária pode variar para mais horas, tendo comumente duração de dois anos, repartidos por uma componente teórica em forma de blocos de aulas, e uma componente prática que tem lugar numa empresa formadora. Com a aprovação em um trabalho final, será emitido um diploma. Pode ser encontrado em instituições como: SENAI, CEFET, CEETEPS (ETECS) e IFS.
A profissão de técnico em eletroeletrônica é disciplinada pela Lei nº 5.524, de 5 de novembro de 1968, que dispõe sobre o exercício da profissão de técnico industrial e pelo Decreto nº 90.922, de 6 de fevereiro de 1985 (que a regulamenta). Além disso, o profissional é fiscalizado pelos Conselhos Regionais dos Técnicos Industriais.
No Brasil, ainda (segundo o catálogo nacional de cursos técnicos) associam-se ao perfil do técnico em eletroeletrônica algumas ocupações CBO (classificação brasileira de ocupações) como: 313105-Eletrotécnico; 313120-Técnico de manutenção elétrica; 313210-Técnico de manutenção eletrônica (circuitos de máquinas com comando numérico); 313215-Técnico eletrônico e 352310-Agente fiscal de qualidade.

### Funções
Dentre as principais funções exercidas pelo técnico em eletroeletrônica, estão as de (primordialmente) instalar, manter e desenvolver sistemas eletrônicos, bem como eletroeletrônicos prediais e industriais, respeitando os procedimentos e normas técnicas do meio ambiente, de qualidade, de saúde e de segurança no trabalho.
O campo de atuação profissional é amplo, podendo atuar desde sistemas eletrônicos microcontrolados até elétrica de baixa tensão (BT). Pode, por exemplo, promover a integração de sistemas eletrônicos a elétricos. No mercado de trabalho o profissional pode atuar em: indústria de manufatura e de processos; empresas de manutenção e automação; laboratórios de controle e de qualidade; laboratórios de manutenção e pesquisa; empresas de consultoria na área; desenvolvimento de projetos eletroeletrônicos e prestação de serviços.